# Arhytodini
Arhytodini (лат.) — триба мелких коротконадкрылых жуков-ощупников из подсемейства Pselaphinae (Staphylinidae).

## Распространение
Неотропика, Африка, Мадагаскар, Юго-Восточная Азия, Австралия. В настоящее время известно четырнадцать родов Arhytodini, пять из которых относятся к неотропическим, шесть из Мадагаскара, один из Конго, один из Сабаха (Борнео) и один описан из Австралии.

## Описание
Мелкие коротконадкрылые жуки—ощупники (длина менее 5 мм). Тело часто с чешуйчатыми щетинками в бороздах, ямках или в местах сочленения крупных частей тела. Голова с выступающим лобным рострумом; часто с щетинковидными бороздами, идущими дорсально от участков латеральных постусиковых ямок к макушечным ямкам; наличник широко округлый на вершине, затем края относительно прямые к глазам; с короткими или длинными гулярно-мандибулярными килями (только у неотропического Caccoplectus вместо этого глазно-мандибулярные кили); максиллярные щупики маленькие; апико-латеральные щёчные выросты часто широкие. Переднеспинка без паранотальных килей. Брюшко с видимыми 1-4-м (IV—VII) тергитами примерно одинаковой длины; 1-й (IV) с глубокой базальной бороздой; 4-й (VII) с угловатыми выступающими паратергитами; видимые паратергиты 1-3 (IV—VI) часто с базальными ямками. Виден стернит 2 (IV) с глубокой базальной бороздкой. Ноги с одиночными коготками лапок; бёдра часто с шипами, которые предположительно используются для удержания добычи. Надкрылья укороченные, лапки трёхчлениковые (формула лапок 3-3-3).
Биологическая информация отсутствует для большинства родов Arhytodini, хотя несколько видов неотропического рода Rhytus связаны с муравьями.

## Систематика
Около 70 видов, 14 современных родов и один ископаемый. Триба была впервые выделена в 1890 году. Род Madabaxyris, который ранее был помещен в Brachyglutini, явно неуместен в этой группе и в 2001 году перенесён в Arhytodini и помещен рядом с Eichiella. Триба Arhytodini включена в состав надтрибы Pselaphitae.
- Caccoplectinus Chandler & Wolda, 1986 — Южная Америка[6]
- Caccoplectus Sharp, 1887 — Америка, более 30 видов
- Eichiella Leleup, 1976 — Мадагаскар[7]
- Holozodinus Jeannel, 1950 — Африка[8]
- Holozodoides Dajoz, 1982 — Мадагаскар[9]
- Holozodus Fairmaire, 1898 — Мадагаскар
- Madabaxyris Dajoz, 1982 — Мадагаскар
- Pachacuti Besuchet, 1987 — Неотропика[10][11]
- †Penarhytus Peris, Chtazimanolis & Delclós, 2014[12]
- Rhytus Westwood, 1870 — Южная Америка, 15 видов
- Sabarhytus Löbl, 2000 — Борнео
- Tetraglyptinus Jeannel, 1960 — Мадагаскар[13]
- Tetraglyptus Jeannel, 1956 — Мадагаскар[14]
- Tolga Chandler, 2001 — Австралия
- Woldenka Chandler, 1992 — Панама[15]